# SAS System
SAS System, ursprungligen Statistical Analysis System ("Statistiskt analyssystem") är en samling datorprogram för databearbetning, statistisk analys, och rapportering utvecklat av SAS Institute.
SAS är en samling väletablerade program som används inom de flesta områden där databearbetning och analys är viktigt.
Programmen, världsledande statistik-analys-system som har sina rötter i 60-talet, har förenklat många datahanteringsfrågor inom olika områden (kliniska prövningar, ekonomi, flygbolag, försäkring, register, databaser, GIS m.m.) och under perioden 90-00 har många nya moduler blivit tillgängliga i SAS vilka underlättade många svåra statistiska analysmetoder.
Programmen är både kommando- och menystyrt men de flesta användare som har programmeringserfarenheter tycker att SAS är det klokaste programmet, vad gäller hantering av databaser, SQL serverar och analysmetoder. 
Vanliga procedurer i SAS är,
- proc sort
- proc print
- proc report
- proc means alternativt univariate,
- proc tabulate, används för att göra tabeller
- proc freq, beräknar frekvenser och diverse statistiska test
- proc ttest, beräknar t test

Varje instruktion avslutas med ; och varje procedure eller datasteg avslutas med run; eller quit;
Resultaten kan antingen presenteras i programmet i form av en textfil med fonten SAS monospace eller i andra format som pdf, rtf eller excel genom att använda ODS. 
En nackdel med programmet är att det är relativt dyrt, varför det ofta inte finns tillgängligt på högskolor och universitet.